# Norman Schwarzkopf
Norman Schwarzkopf (Trenton, Nova Jersey, 22 d'agost de 1934 - Tampa, Florida, 27 de desembre de 2012) va ser un militar estatunidenc que va servir com a comandant en cap de les Forces de la Coalició durant la Guerra del Golf. També va participar en la Guerra del Vietnam i en la invasió de Grenada de 1983.

## Joventut
Schwarzkopf va néixer a Trenton (Nova Jersey), fill de Herbert Norman Schwarzkopf, aleshores superintendent de la Policia de l'Estat de Nova Jersey. La seva connexió amb el Golf Pèrsic es va iniciar molt aviat. El 1946 a l'edat de dotze anys, ell i la resta de la seva família es van desplaçar a viure amb el pare, destinat a Teheran, on seria element instrumental de l'Operació Ajax. El jove Schwarzkopf va assistir a la Community High School de Teheran, més tard a l'Escola Internacional de Ginebra i també a l'Acadèmia Militar de Valley Forge.

## Educació formal
Després d'assistir a aquesta acadèmia, Schwarzkopf es va inscriure a l'acadèmia militar de West Point, de la qual es va graduar el 1956 sent el número 42 de la seva promoció, i amb un títol de graduat en enginyeria mecànica. Mentre estava en West Point va participar en els equips de futbol americà i lluita lliure de l'acadèmia, així com en el cor de la capella. Posteriorment va assistir a la Universitat del Sud de Califòrnia, en la qual va cursar la llicenciatura en enginyeria mecànica el 1964. El seu camp d'estudi va ser l'enginyeria de míssils guiats, un programa que la USC va desenvolupar en col·laboració amb l'exèrcit combinant enginyeria mecànica i aeronàutica.

## Carrera militar
Després de graduar a West Point i rebre el rang d'oficial com a tinent segon d'infanteria, el seu primer destí va ser com a cap del pilot i oficial executiu del 2n grup de batalla aerotransportat a Fort Benning, Georgia, una unitat d'entrenament i formació. Hi va rebre entrenament avançat en infanteria i operacions aerotransportades. Posteriorment va ser destinat a la 101a Divisió Aerotransportada, a Kentucky, i a la 6a divisió d'infanteria a Alemanya Occidental. Va ser ajudant de camp del Comandament de Berlín a 1960 i 1961, fins just una setmana abans que s'erigís el Mur. El 1965 va tornar a West Point com a professor d'enginyeria.

### Servei al Vietnam

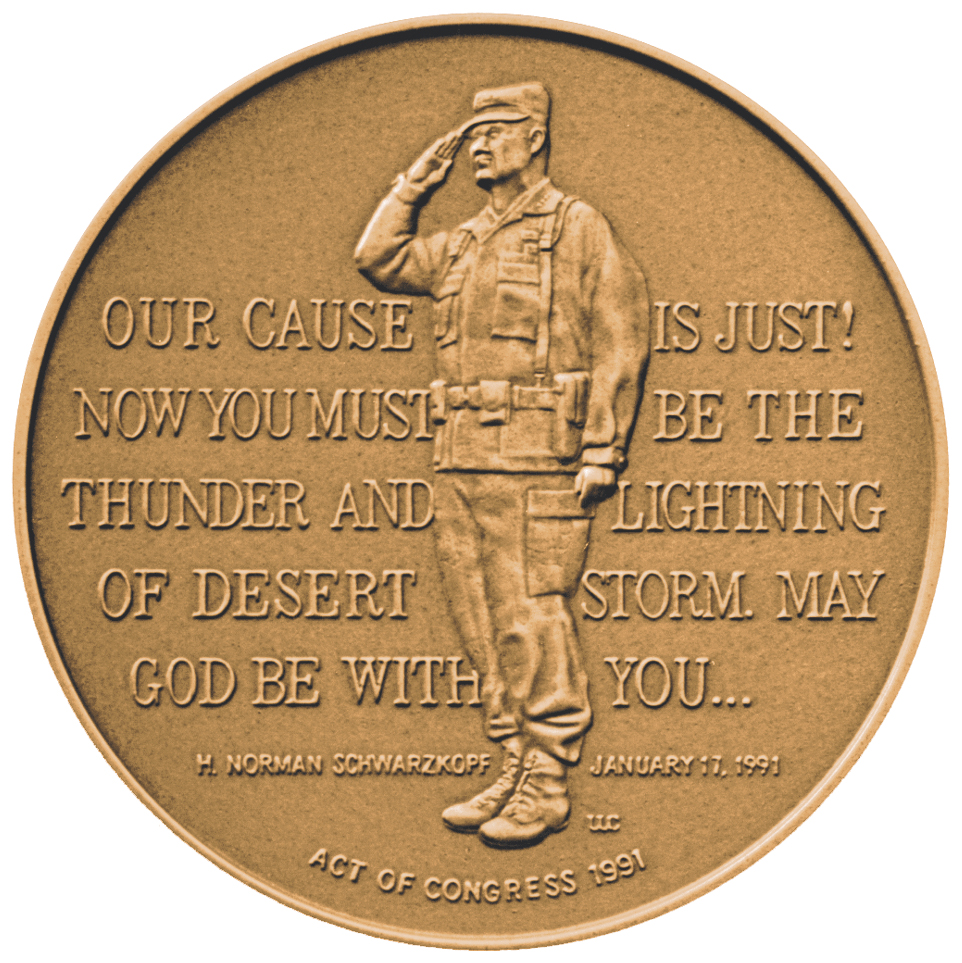
Revers de la Medalla d'Or del Congrés lliurada al general Schwarzkopf

Amb el creixement de la intervenció americana a la guerra del Vietnam, el 1965 Schwarzkopf es va presentar voluntari a servir com a assessor militar de les forces del Vietnam del Sud. La seva sol·licitud va ser acceptada, i durant l'any següent va prestar servei com a assessor d'una divisió aerotransportada. Va rebre l'ascens a major, i després de finalitzar el seu torn de servei d'un any va tornar a West Point com a professor durant dos anys més.
El 1968 va rebre l'ascens a tinent coronel i es va casar amb Brenda. Durant el seu servei al Vietnam va guanyar tres vegades l'Estrella de Plata, així com l'Estrella de Bronze i el Cor Porpra, cimentant la seva fama de cap dur, però preocupat pel benestar i la seguretat dels seus homes.

### Ascens al generalat

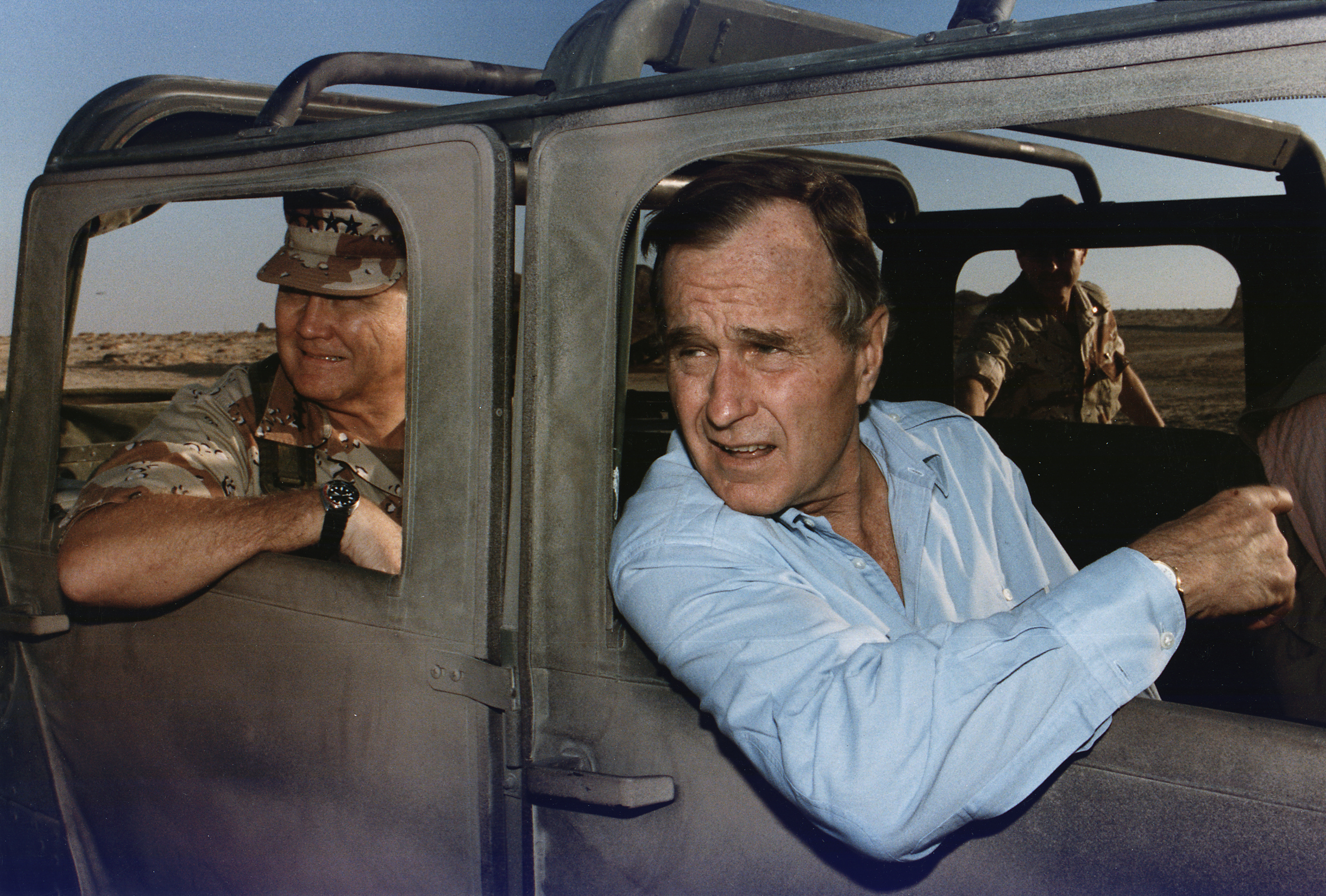
El general Schwarzkopf i el president George H. W. Bush visiten a les tropes dels EUA a Aràbia Saudita el Dia d'Acció de Gràcies de 1990.

Durant la dècada del 1970, Schwarzkopf va assistir al Col·legi de Guerra de l'US Army a Carlisle Barracks, Pennsilvània, i es va sotmetre a una operació quirúrgica per corregir un defecte congènit d'esquena. Va ser assignat a l'Estat Major General de l'Exèrcit a El Pentàgon, i posteriorment va servir com a comandant adjunt de les forces nord-americanes a Alaska, sota el comandament del brigadier general Willard Latham, així com comandant de brigada a Fort Lewis, Washington.
Quan va ser al seu torn ascendit a brigadier general se li va assignar el lloc d'oficial de Polítiques i Planificació al Comandament del Pacífic dels Estats. Units.. Posteriorment es va traslladar a Magúncia, a Alemanya, com a Comandant Ajudant de la vuitena divisió mecanitzada estacionada a Magúncia, Alemanya Occidental.

### Invasió de Grenada
El 1982 va ser ascendit a major general i va rebre el comandament de la 24a divisió d'infanteria a Fort Stewart, Geòrgia. Un any després es va produir el cop d'Estat a Grenada, i quan es va iniciar la planificació de l'operació militar de resposta per part dels EUA, Schwarzkopf va rebre el comandament de les forces terrestres, i posteriorment el de comandant adjunt de la Força de Tasques Conjunta. La invasió i posterior pacificació de l'illa va ser més complexa del previst, però el cop va ser finalment sufocat.
El 1984 Schwarzkopf va tornar al Pentàgon com a assistent del tinent general Carl Vuono, cap adjunt de l'Estat Major per a Operacions. El 1986 Schwarzkopf va ser al seu torn ascendit a tinent general i nomenat comandant general de l'I Cos dels EUA, Amb base a Fort Lewis. Després d'un any en el càrrec, es va ordenar el seu retorn a Washington per servir de nou com a assistent de Vuono, acabat d'ascendir a General i lloc al comandament del Comandament d'Entrenament i Doctrina, per assumir més endavant la funció de Vuono, cap adjunt de l'Estat Major per a Operacions.

### La Guerra del Golf
El 1988 va rebre l'ascens a general i el lloc de comandant en cap del Comandament Central dels Estats Units. A la base de la Força Aèria en MacDill, prop de Tampa, Florida. El Comandament Central és responsable de les operacions a la Banya d'Àfrica, Orient Mitjà i el subcontinent indi, de manera que Schwarzkopf va ser el responsable dels plans, entre d'altres, per a la defensa dels camps petrolífers del Golf Pèrsic contra una hipotètica invasió per part d'Iraq. Aquests plans van ser la base de les maniobres USCENTCOM de 1990. Uns mesos després, quan Iraq va envair Kuwait, la planificació prèvia es va posar en execució i va servir de base a les operacions Escut del Desert (amb l'objectiu d'impedir posteriors ofensives iraquianes) i Tempesta del Desert (amb l'objectiu d'alliberar Kuwait).
El pla d'operacions (escrit en cooperació amb el seu comandant adjunt, el tinent general Cal Waller, i altres membres del seu Estat Major) va establir una maniobra de flanqueig per l'esquerra, a través del desert, entrant al territori de l'Iraq per tal de tallar les vies de subministrament cap a les forces que ocupaven Kuwait. A aquesta maniobra se li atribueix sovint el mèrit d'haver forçat la fi de la guerra en només quatre dies, en fer insostenible l'ocupació iraquiana de Kuwait. Durant l'execució de l'atac, Schwarzkopf va rebre el malnom de "Stormin 'Norman" ( assaltant Norman), ja que es va fer molt visible en conferències de premsa explicant el transcurs de la batalla. Després de la guerra, va rebre el títol honorífic de soldat de primera classe de la Legió estrangera francesa, el primer i únic nord-americà a aconseguir aquesta distinció.

## Retir
Schwarzkopf es va retirar del servei actiu a l'agost de 1991, i poc després va escriure una autobiografia, It Doesn't Take a Hero ( no cal un heroi), publicada el 1992. Després de la fi de la Guerra del Golf es va especular que pogués iniciar una carrera política, però no es va donar el cas. Un cop retirat, Schwarzkopf va treballar com a analista militar, especialment durant la Invasió de l'Iraq de 2003. Va ser un actiu promotor de la investigació i publicitat sobre el càncer de pròstata, que ell mateix va patir (se li va diagnosticar a 1993) i del que va ser tractat amb èxit. Va ser també membre honorari del consell d'administració de la Multiple Myeloma Research Foundation. Va morir a Tampa, Florida, a causa de complicacions d'una pneumònia.